# Käringesjön (Södra Härene socken, Västergötland)
Käringesjön är en sjö i Vårgårda kommun i Västergötland och ingår i Göta älvs huvudavrinningsområde. Söder om sjön går den 12  kilometer långa vandringsleden Sju sjöars led.

## Galleri

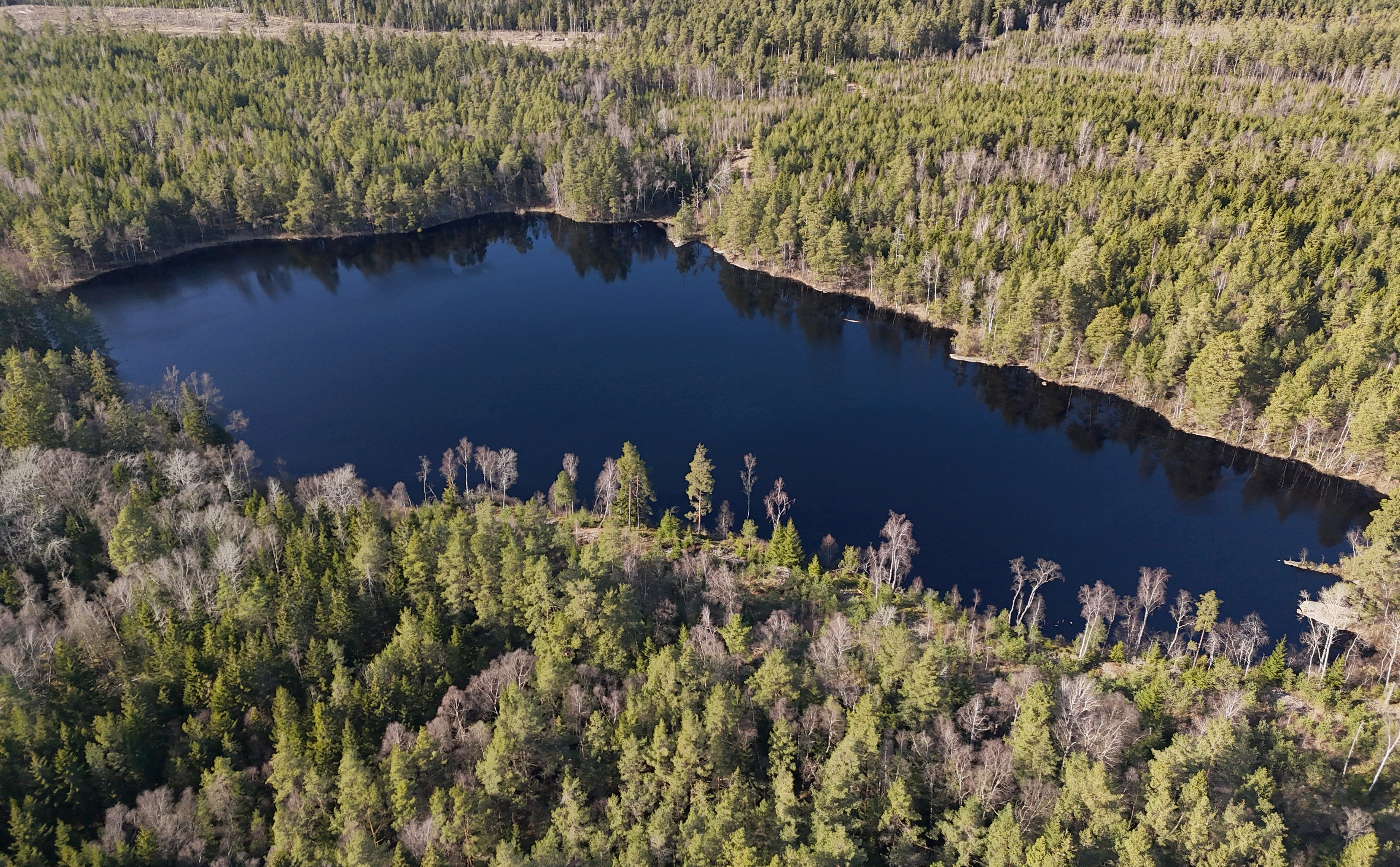
Kärringesjön i april 2025.
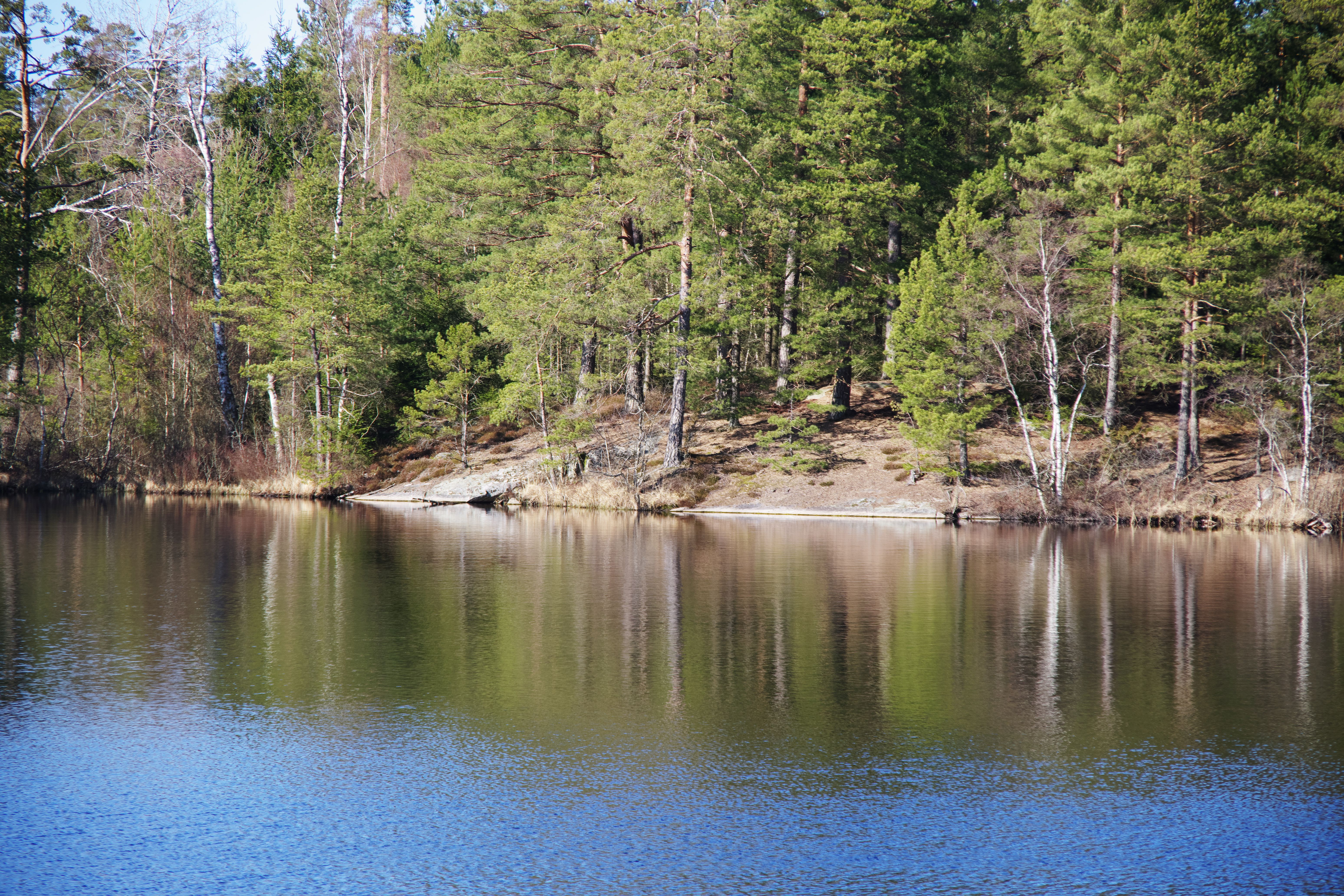